# Rodrigo de Castelo Branco
Rodrigo de Castelo Branco (?, Cidade Rodrigo — 28 de agosto de 1682, Capitania de São Vicente), foi um castelhano do século XVII a serviço do Império Português na Colônia do Brasil. Era natural de Rodrigo, na Espanha, próximo da fronteira com Portugal. Era filho dos possivelmente portugueses emigrados Manuel Fernandes de Castelo Branco e Catarina Correira Galvéa. Na Colônia, teve seu papel no descobrimento e administração de minas de ouro no interior de São Paulo.

## Assassínio
Em julho de 1682, Rodrigo de Castelo Branco, desembarcara no Brasil. Ele era Superintendente-Geral das Minas e, ciente da experiência do bandeirante paulista Manuel de Borba Gato junto aos indígenas, contacta-o a fim de obter informações pertinentes à localização de novas minas. Borba Gato, “tomado de violento ardor, defere-lhe um violento empuxão”. O bandeirante precipita Castelo Branco num sumidouro, num buraco de mina. O crime aconteceu numa região de grutas nas proximidades do atual município de Pedro Leopoldo, em Minas Gerais, Brasil, no dia 28 de agosto de 1682.

Outras versões indicam que bastardos agregados a Borba Gato teriam assassinado Castelo Branco com três tiros de mosquete, porém sem que o bandeirante em questão tenha ordenado a execução.